# Winthrop (Iowa)
Winthrop es una ciudad ubicada en el condado de Buchanan en el estado estadounidense de Iowa. En el Censo de 2020 tenía una población de 823 habitantes y una densidad poblacional de 401.46 personas por km².

## Geografía
Winthrop se encuentra ubicada en las coordenadas 42°28′13″N 91°44′17″O / 42.47028, -91.73806. Según la Oficina del Censo de los Estados Unidos, Winthrop tiene una superficie total de 2.18 km², de la cual 2.18 km² corresponden a tierra firme y (0%) 0 km² es agua.

## Demografía
Según el censo de 2010, había 850 personas residiendo en Winthrop. La densidad de población era de 389,31 hab./km². De los 850 habitantes, Winthrop estaba compuesto por el 98.71% blancos, el 0% eran afroamericanos, el 0.12% eran amerindios, el 0.24% eran asiáticos, el 0% eran isleños del Pacífico, el 0.12% eran de otras razas y el 0.82% pertenecían a dos o más razas. Del total de la población el 0.35% eran hispanos o latinos de cualquier raza.